# Batis (plante)
Pour les articles homonymes, voir Batis (homonymie).
Genre
Classification phylogénétique
Batis est un genre de plantes dicotylédones. Ce genre ne comprend qu'une ou deux espèces dont Batis maritima.
Ce sont des plantes succulentes des rivages maritimes, halophiles, des zones tropicales, formant des buissons.